# Репец (Липецкая область)
Репе́ц — село в Задонском районе Липецкой области России. Входит в состав Камышевского сельсовета.

## География
Расположено в пределах Среднерусской возвышенности, в южной части Липецкой области, в восточной части Задонского района, на реке Репец.

## Топоним
Название дано по реке Репец, на которой стоит.

## История
Репец известен с первой половины XVII веке. В 1620-е годы он стал владением патриарха Филарета — отца царя Михаила Федоровича.
В Репце во второй половине XVIII века была построена церковь Покрова Пресвятой Богородицы (). Она выполнена в стиле рококо. Рядом находится церковный дом, а вокруг — старинный парк (дендрологический памятник природы).
Репец с 18 века принадлежали роду Кожиных. Лейб-гвардии капитан-поручик Семеновского полка Иосиф Иванович Кожин (1714—1779) купил это имение в 1761 году. На высоком правом берегу реки Репец он выстроил дворянскую усадьбу, а также церковь и парк в английском стиле.
Помещик, умелый и умный человек, приложил все усилия к тому, чтобы приумножить отцовское состояние, а также состояние, доставшееся от матери — молдавской княгини. Тяготея к высокому, образованному обществу, в 1750-х годах несколько лет прожил в Лондоне, где входил в круг образованнейших людей своего времени. Неоднократно бывал на званых вечерах в доме художника Джошуа Рейнольдса, первого директора Королевской Академии художеств, на которых собирались сливки английского просвещения. Общался с Сэмюэлем Джонсоном и Дэвидом Гарриком, которого наблюдал в роли Короля Лира в 1757 году, с которым завязал близкое знакомство и переписку. Вернувшись в Россию пробовал ставить Шекспира в своём крепостном театре, добившись определённых успехов. Об уровне подготовки его труппы можно судить по весьма внушительному репертуару, в котором особое место занимали «Гамлет» и «Король Лир». Его любовь к искусству и театру, а в особенности — английской трагедии Шекспира и Поупа передалась потомкам. Он начал, а его сын, Иван Иосифович Кожин (1749—1823), продолжил строительство усадьбы на берегу реки Репец. Дом имения находится под государственной охраной.
В 1849-50 годах господский дом и церковь посетил проездом Н. В. Гоголь, который был близко знаком с помещиками Кожиными (женой тогдашнего хозяина усадьбы П. Н. Кожина, была двоюродная сестра поэта Н. М. Языкова — Людмила Дмитриевна). Гоголя глубоко интересовался судьбой святителя Тихона Задонского, много изучал его труды, переписывал особенно полюбившиеся места. Кроме того, в семье Кожиных сохранялась память о знаменитом их предке — Макарии Калязинском, фигура которого для глубоко верующего писателя была столь же чтимой. Навестив знакомых, и пробыв в имении несколько дней — держал путь в Калугу. Сохранились свидетельства, что Гоголь внимательно изучал тогда «Лествицу» Тихона Задонского и делал из неё подробные выписки. Как глубоко жил этот духовный образ в сознании писателя, — можно видеть, например, по его предсмертным словам: «Лестницу, поскорее, давай лестницу!..». Подобные же слова о лестнице сказал перед кончиной святитель Тихон Задонский, один из любимых писателей Гоголя, сочинения которого он перечитывал неоднократно.

## Население
| 1859 | 1897  | 2010 |
| ---- | ----- | ---- |
| 1280 | ↘1011 | ↘500 |

## Известные уроженцы, жители
Прокопий Гаврилович Адери́хин (1904—1988) — советский почвовед, педагог.

## Инфраструктура
Основа экономики — сельское хозяйство .

## Транспорт
Расположено в 5 км к северу от шоссе Задонск — Стебаево.